# Ginnastica ai Giochi della III Olimpiade - Concorso individuale - Quattro eventi
La competizione del Concorso individuale - Quattro eventi di ginnastica dei Giochi della III Olimpiade si svolse il 28 ottobre al Francis Field della Washington University di Saint Louis.

Il Concorso individuale - Quattro eventi comprendeva quattro prove parallele, sbarra,  cavallo laterale e cavallo lungo (non è chiaro se le prove si riferivano alle prove classiche di cavallo con maniglie e volteggio. Ogni prova attribuiva un punteggio e al termine delle quattro prove la somma dei risultati determinava l'atleta vincente.

## Risultato
| Pos.    | Atleta       | Nazione     | Punti |
| ------- | ------------ | ----------- | ----- |
| Oro     | Anton Heida  | Stati Uniti | 161   |
| Argento | George Eyser | Stati Uniti | 152   |
| Bronzo  | William Merz | Stati Uniti | 135   |
| 4       | John Duha    | Stati Uniti | n/d   |
| 5       | Ed Hennig    | Stati Uniti | n/d   |